# 刘友光
刘友光（1917年—1988年），原名刘友河，男，江西于都人，中华人民共和国军事人物，中国人民解放军少将，曾任中国人民解放军第二炮兵副政治委员，第五届全国人大代表。